# Na Lunu s peresadkoj

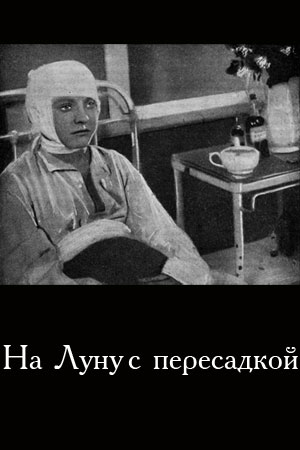
Un fotogramma del film

Na Lunu s peresadkoj (На Луну с пересадкой) è un film del 1935 diretto da Nikolaj Ivanovič Lebedev.